# جان گولایتلی
جان گولایتلی (انگلیسی: John Golightly؛ زادهٔ ۱۸ مهٔ ۱۹۳۶) بازیگر اهل بریتانیا است.
از فیلم‌ها یا مجموعه‌های تلویزیونی که وی در آن‌ها نقش داشته‌است، می‌توان به پوآرو، بازداشتگاه کلدیتز، قهرمانان تلمارک، هزار و نهصد و هشتاد و چهار و جنون اشاره نمود.